# Кастелнуово ди Чева
Кастелнуово ди Чева (итал. Castelnuovo di Ceva) је насеље у Италији у округу Кунео, региону Пијемонт.
Према процени из 2011. у насељу је живело 106 становника. Насеље се налази на надморској висини од 740 м.

## Становништво
| 1936. | 1951. | 1961. | 1971. | 1981. | 1991. | 2001. | 2011. |
| ----- | ----- | ----- | ----- | ----- | ----- | ----- | ----- |
| 333   | 307   | 237   | 180   | 159   | 143   | 121   | 139   |